# Tüll

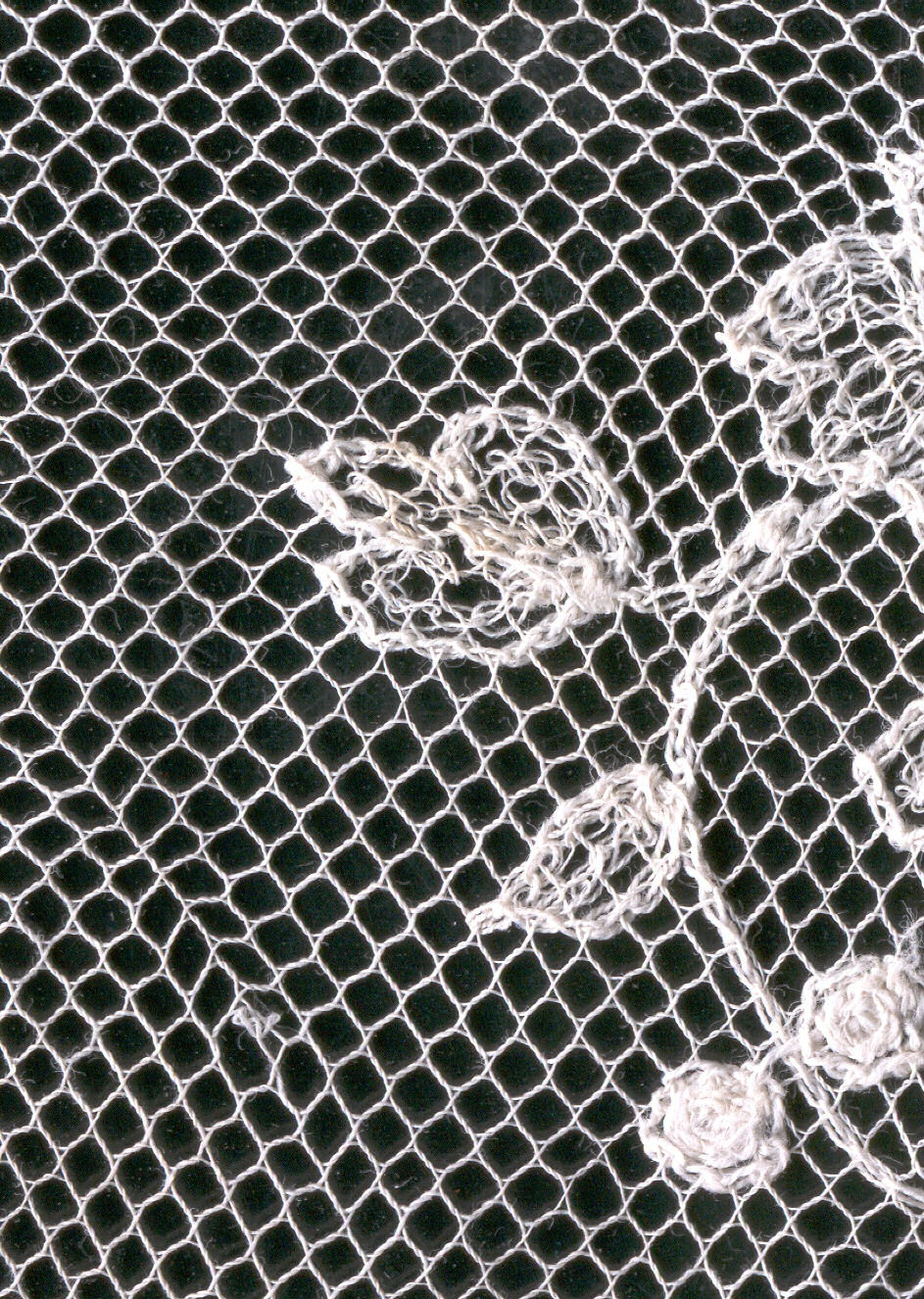
Tüllgewebe mit typischer Umschlingung der Kettfäden

Der Tüll (von französisch tulle ‚feines, netzartiges Gewebe‘) ist ein durchscheinendes, sehr feines, netzartiges Gewebe, das meist aus Baumwolle, Seide oder Chemiefasern hergestellt wird. Es findet vorwiegend für Kleider und Gardinen Verwendung.

## Beschreibung

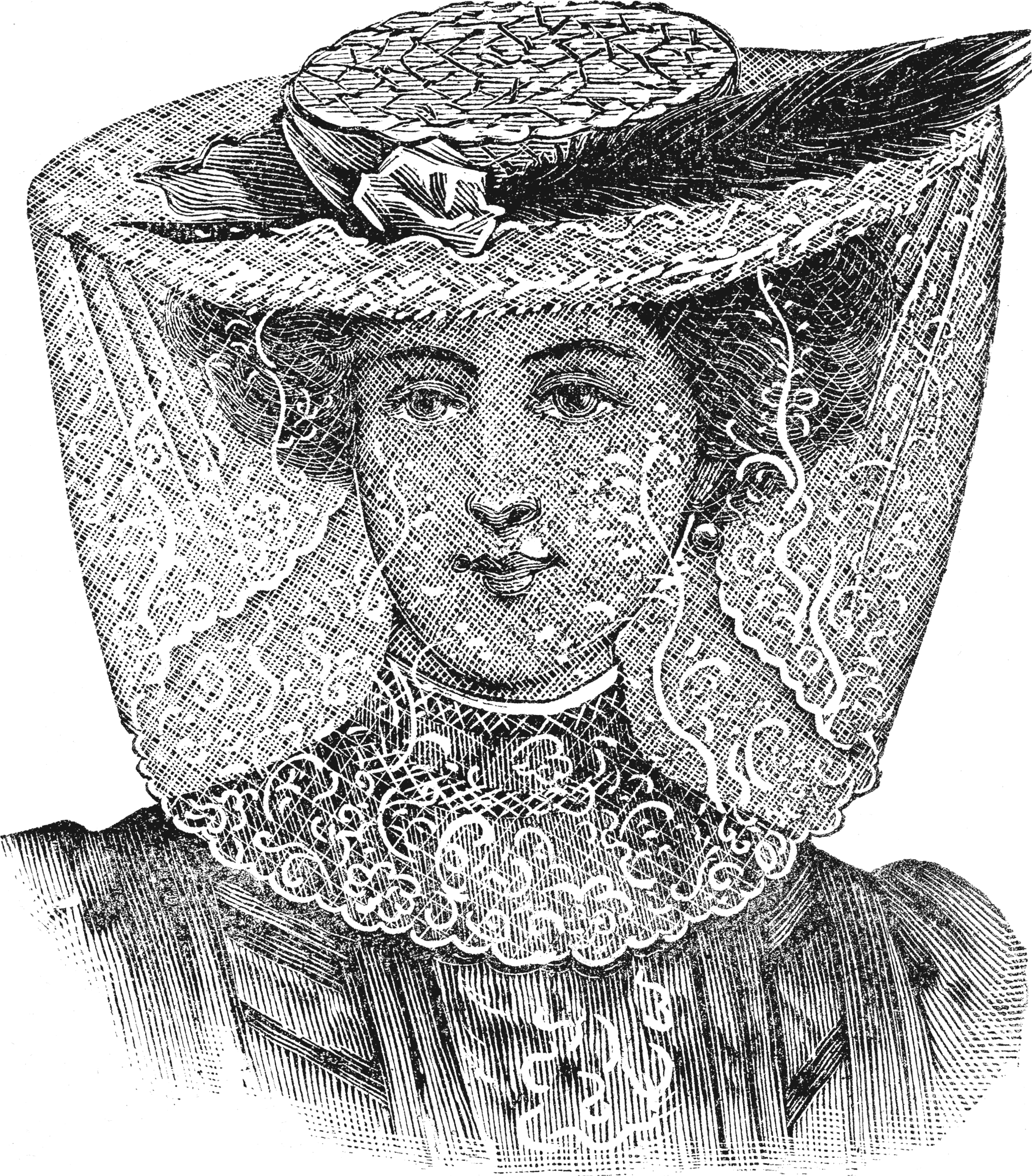
Hut mit Schleier aus Tüll

Tüll ist ein gewebter Stoff mit durchgehenden Kettfäden und eben soviel schräg dazu verlaufenden Schussfäden, welche die Kettfäden umschlingen.
Die Schussfäden sind auf kleinen Metallspulen (Bobinet) untergebracht, die, wie beim Flechten, bei ihrem Lauf von links nach rechts und wieder zurück bei jedem Kettfaden eine volle Umschlingung (Ganzdreher) ausführen.
Außer diesen Bindeschussfäden muss zur Musterung mindestens noch ein zweites Schussfadensystem vorhanden sein; komplizierte Muster verlangen weitere Musterfadensysteme; sie werden von Jacquardmaschinen gesteuert. So entstehen überkreuz liegende Musterungen, in der Veredelung erhalten die Tülle dann ihre endgültige Form.
Zunächst verwendete man Leinen, wie für die weiße Spitze, später wurde überwiegend Baumwolle und Seide verwendet. Tüll wird aus Garnen verschiedener Feinheit gewebt und kommt glatt und einfach oder gestreift, gemustert, in Seide broschiert oder auch auf weißem oder schwarzem Grund mit bunten Blumen bestickt vor. Da Tüll halbdurchsichtig ist, wird er auch für Gardinen und Unterwäsche verwendet; auch das Tutu der Ballerinen im Ballett besteht aus mehreren Lagen von Tüll.
Seine Qualität wird vom Material und der Anzahl der Zellen je Quadratzoll bestimmt.

## Etymologie
Die Forschung ist sich heute einig, dass der Begriff „Tüll“ aus der Bezeichnung Point de Tulle (dt. ‚Spitze aus Tulle‘) hervorgegangen ist. Bei Point de Tulle handelte es sich um eine Form von Spitze, die in der Stadt Tulle im 17. und 18. Jahrhundert hergestellt wurde. Wahrscheinlich handelte es sich dabei um Torchon- oder Entoilage-Spitzen. Diese Bezeichnung hat sich dann im 19. Jahrhundert auch auf maschinell hergestellten Tüll, insbesondere Bobinet, übertragen.

## Geschichte
Tüll nahm seinen Anfang in der geklöppelten Spitze, die sich im 16. Jahrhundert von Italien ausgehend in Europa verbreitete. Klöppelspitze basiert auf einem Netzgrund, wobei es sehr zeitaufwändig ist, die benötigten regelmäßigen Maschen von Hand herzustellen.
Diderots Encyclopédie war 1765 das erste Wörterbuch, das Tüll erwähnte, allerdings noch als Spitze: „Eine Art gewöhnlicher Spitze, die zur Herstellung von Manschetten verwendet wird, aber allgemeiner das, was als entoilage bezeichnet wird.“

Im 18. Jahrhundert experimentierte man insbesondere in England damit, den Netzgrund der Spitzen maschinell herzustellen. Grundlage dafür war der von William Lee in den 1580er Jahren erfundene Strumpfwirkstuhl. 1758 produzierte Jedediah Strutt erstmals auf einem abgewandelten Wirkstuhl ein tüllähnliches Gewirk. 1763 folgte ein anderer Produzent namens Morris, dessen Maschine Strümpfe und Handschuhe mit Eylet holes (Ösenlöcher) produzieren konnte. Auch ein Produzent namens Hammond stellte 1768 erfolgreich auf einem Wirkstuhl Tüll her, verfolgte seine Erfindung jedoch nicht weiter. Schließlich erschien 1777 der Point Net, eine Erfindung von Robert Frost und Holmes, der ein tüllähnliches Gewebe aus lediglich einem Faden herstellte. Die Maschine setzte sich durch und 1810 gab es davon in England bereits 1.500 Stück. Der auf den Maschinen produzierte Tüll diente 15.000 Stickerinnen und Stickern als Grundlage für ihre Motive.

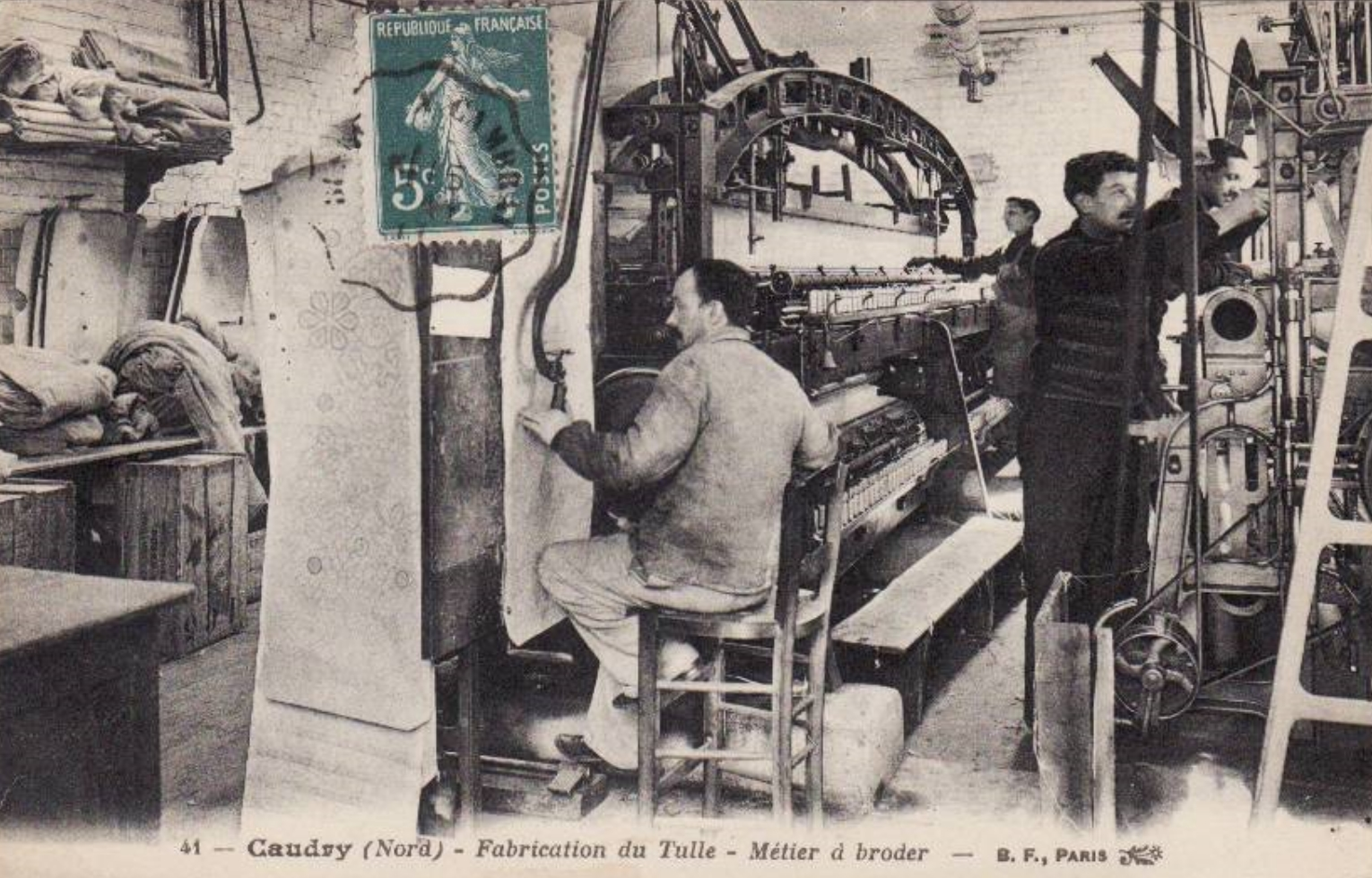
Tüllfabrikation in Caudry, Frankreich (1909)

1808 gelang es jedoch dem Engländer John Heathcoat, die sogenannte Bobinet-Maschine zu bauen. Der auf dieser Bobinet-Maschine hergestellte glatte ungemusterte Tüll war dem echten Klöppelnetz ebenbürtig. Er ließ sich zudem um ein Vielfaches schneller und günstiger produzieren.
Die von John Heathcoat entwickelte Bobinet-Tüll-Maschine wird bis heute in fast unveränderter Form für die Herstellung von Bobinet verwendet. Die weltweit größte Produktion von Bobinet befindet sich heute in der Perry Street, Chard (Somerset, Vereinigtes Königreich). Heathcoats Bobinet-Maschine wurde später von seinem Landsmann Leaver weiterentwickelt und in der zweiten Hälfte des 19. Jahrhunderts mit der Jacquardeinrichtung ergänzt. Die Leavers-Maschine, wie man sie oft auch nennt, und Leavers-Spitzen waren bis ca. 1914 führend auf dem Gebiet der Spitzenerzeugung. Seit etwa Mitte des 20. Jahrhunderts wird diese Ware jedoch zum großen Teil auf viel produktiveren Raschelmaschinen hergestellt. Bei auf solchen Maschinen hergestelltem Tüll handelt es sich jedoch nicht mehr um Bobinet-Tüll, sondern um Wirktüll.